# Семенко Лариса Іванівна
Семенко Лариса Іванівна (2 червня 1960 р., с. Жабокричка, Чечельницький район, Вінницька область) – історик, музеєзнавець, краєзнавець.

## Життєпис
З 1967 р. по 1977 р. навчалася у Жабокрицькій восьмирічній школі та Бондурівській середній школі, яку закінчила на відмінно і вступила до Київського державного університету ім. Т. Г. Шевченка на історичний факультет.
У 1982 р. закінчила повний курс названого вузу і була направлена на роботу до Погребищенського медичного училища (Вінницька обл.), в якому працювала на посаді викладача суспільних наук.
З 1985 р. по 1987 р. – учитель історії ЗОШ № 8 м. Бровари Київської області.
З вересня 1987 р. працює у Вінницькому обласному краєзнавчому музеї, спочатку на посаді наукового співробітника, потім – завідувачкою сектору, а з січня 2002 р. – завідувачка науково-дослідницького відділу новітньої історії.

## Наукова діяльність
Автор наукових концепцій ряду стаціонарних і пересувних виставок, зібрала та описала понад 1000 експонатів, є постійною учасницею виїздів автомузею та масово-просвітницьких акцій, систематично виступає у місцевих та всеукраїнських ЗМІ, бере участь у конференціях та «круглих столах».
У жовтні 2007 р. взяла участь у створенні документального кінофільму Першого Національного телеканалу про голод і репресії на Поділлі, у 2009 – про історію хорової капели «Думка». Досліджує історію Поділля доби Української революції 1917–1920-х рр., період голодомору, репресій, історію української культури 1920–1930-х рр., історію Вінницького обласного академічного українського музично-драматичного театру імені Миколи Садовського, діяльність Подільських філій Музичного товариства ім. М. Д. Леонтовича, створення капели «Думка» (20–30-ті рр. ХХ ст.), життєвий і творчий шлях Гната Васильовича Яструбецького, адміністратора капели «Думка», товариша композитора М. Д. Леонтовича . Автор понад 50 наукових статей та 3-х книг.